# Идущие вместе
«Идущие вместе» — российская межрегиональная молодёжная проправительственная организация, существовавшая в России в 2000—2007 годах и получившая известность благодаря эксцентричным уличным акциям. Создана Василием Якеменко. В 2005 году актив организации вошёл в состав молодёжного прокремлёвского движения «Наши», которую возглавил Якеменко, уступив руководство «Идущими вместе» Павлу Тараканову. Окончательный роспуск организации произошёл в 2007 году.

## Деятельность
В 2001 году в интервью «Коммерсанту» Василий Якеменко сказал: «Я давно хотел построить организацию, которая будет заниматься воспитанием молодежи, детей лет одиннадцати-двенадцати… Другое дело, что пару лет назад не было какой-то фигуры, вокруг которой можно было объединиться. Никакого просвета я с Ельциным не видел при всем моем величайшем уважении к нему как к демократу с большой буквы… И когда появился на горизонте Путин, я подумал: кажется, оно! И мы стали делать организацию. С марта прошлого года стали работать, а в июне зарегистрировались».
Первая громкая акция «Идущих вместе» прошла 7 ноября 2000 года в Москве на Васильевском спуске, во время которой около 6 тысяч человек призывали «не пить», «не курить», «не ругаться матом» и поддерживать Владимира Путина.
В январе 2001 года молодёжная организация «Идущие вместе» провела свою первую акцию «Похороны проблем XX века» в Москве. 7 мая 2001 года в годовщину инаугурации Владимира Путина на пост Президента России, «Идущие вместе» провели массовую акцию (10—15 тысяч человек) в Москве. Участники были одеты в синие, белые и красные футболки с изображением Владимира Путина с лозунгом «Всё Путём».
7 ноября 2001 года движение провело широкомасштабную акцию «Генеральная уборка России», которая прошла во всех регионах, где было отделение «Идущих вместе».
В январе 2002 года организация провела акцию по обмену вредных, по их мнению, книг писателей Владимира Сорокина, Виктора Пелевина, Виктора Ерофеева и Карла Маркса для возврата их «плохим» авторам. После акции «Идущие вместе» обвинили писателей Баяна Ширянова и Владимира Сорокина в пропаганде порнографии и наркотиков. Осенью этого года активисты движения рядом со своей штаб-квартирой соорудили большой унитаз, куда публично несколько раз бросали собранные ими книги, после чего сожгли их.
В феврале 2003 года «Идущие вместе» повесили огромный плакат на гостиницу «Москва», посвящённый 10-летию КПРФ, где в одном ряду с Геннадием Зюгановым был олигарх Борис Березовский.
В августе 2004 года в Ростове-на-Дону перед зданием суда прошли пикеты против российского певца Филиппа Киркорова с требованием «Осудить Фильку» за его аморальное поведение на пресс-конференции.
23 сентября 2005 года более 100 членов организации у здания посольства Латвии провели несанкционированный пикет под названием «Берёзу на Родину» с требованием экстрадировать российского олигарха Бориса Березовского в Россию.

## Критика
17 октября 2004 года группа из 30 членов «Идущих вместе» принесла в петербургское отделение «Яблока» «посылку из Киева»: оранжевую коробку с яблоками, покрашенными в оранжевый цвет. Руководитель отделения так прокомментировал эту акцию: «Эта акция — бесполезная и глупая трата денег г-на Суркова. Гораздо полезнее было бы отдать яблоки и краску в детский дом — там они нужнее», и в ответ собрались принести им «большую импровизированную задницу с надписью „Власть“». Также пресс-служба петербургского «Яблока» назвала «Идущих вместе» путинюгендом.

## Реорганизация в «Наши»
С 2000 по 2005 год — центральный штаб организации располагался в Москве, на Денисовском переулке, д. 23, стр. 6.
15 апреля 2005 года в концертном зале Российской академии наук на фоне российских флагов, портретов Юрия Гагарина с клюшкой и красно-белых знамён состоялся учредительный съезд молодёжного демократического антифашистского движения Наши под руководством Василия Якеменко, на котором он сложил полномочия лидера организации «Идущие вместе» и возглавил движение «Наши».
Новым председателем общественной организации «Идущих вместе» в период с 2005 по 2007 год был избран Павел Тараканов, члены которой вошли в движение «Наши».
В ночь с 21 на 22 июня 2007 года «Идущие» провели последнюю свою ежегодную массовую акцию «Обязаны помнить-2007», посвящённую Великой Отечественной войне.

## Персоналии
- Якеменко, Василий Григорьевич — председатель (2000—2005)
- Тараканов, Павел Владимирович — председатель (2005—2007)

- Белоконев, Сергей Юрьевич — руководитель отделения в Санкт-Петербурге (2001—2005)
- Дегтярев, Михаил Владимирович — руководитель отделения в Самаре (2001—2003)